# Csonkamagyarország
A Csonkamagyarország (alcíme: Pártoktól független politikai újság) Kiskunfélegyházán megjelent, irredenta politikai hetilap volt. Első száma 1920. március 22-én jelent meg, szerkesztője Gallay Pál volt.
1933-ban a szerkesztést Horváth Zoltán jogász, városi és országgyűlési képviselő vette át, ekkor a lap neve A Csonkamagyarország címre változott.
A címében névelő nélküli, eredeti lap 14, utóda 10 évfolyamot ért meg.